# Sergio Canciani
Sergio Canciani (Sergij Kocjančič), italijansko-slovenski novinar in publicist, * 28. februar 1946, Trst, † 15. marec 2022, Trst.
Rojen pri Sv. Ivánu v družini Kocjančičev je na poklicno pot stopil v začetku 70. let pri slovenski redakciji Radia Trst A, po selitvi v italijansko uredništvo pa je kot dober poznavalec Balkana in Vzhodne Evrope vse pogosteje sodeloval z informativnimi programi vsedržavne mreže Rai.
Poročal je s centralnih komitejev v Beogradu, s Titovega pogreba, o padcih režimov na Madžarskem, Poljskem, Češkoslovaškem, iz Romunije ob padcu Ceausescuja. V letih jugoslovanskih vojn, je delal za televizijske dnevnike tretje italijanske mreže Rai. S snemalcem Miranom Hrovatinom je poročal o osamosvojitvi Slovenije, kasneje Hrvaške, v najtežjih trenutkih obleganja se je javljal iz Sarajeva.
Celih 14 let je nato, vse do upokojitve leta 2011 vodil dopisništvo Rai v Moskvi, kjer je pripravil več kot 7.000 prispevkov o dogajanju iz vseh držav nekdanje Sovjetske zveze, od Jelcinovega predsedovanja do Putinovega prihoda. Napisal je knjigo Putin in neocarizem, v njej je marsikatero razmišljanje danes še kako aktualno.